# Drobna Kopa
Drobna Kopa (słow. Druhá kopa, 2132 m) – środkowy z trzech wierzchołków grani Trzech Kop (Tri kopy) w słowackich Tatrach Zachodnich. Wierzchołek znajduje się pomiędzy Szeroką Kopą a Przednią Kopą w głównej grani Tatr Zachodnich.
Granitowe ściany Drobnej Kopy opadają na północ do kotłów lodowcowych Rohackich Stawów. Po raz pierwszy przeszli je Zygmunt Klemensiewicz i Stanisław Krystyn Zaremba w 1932 r. Pierwsze przejście zimowe grani Trzech Kop – Adam Karpiński i Wacław Tarnowski w 1936 r.

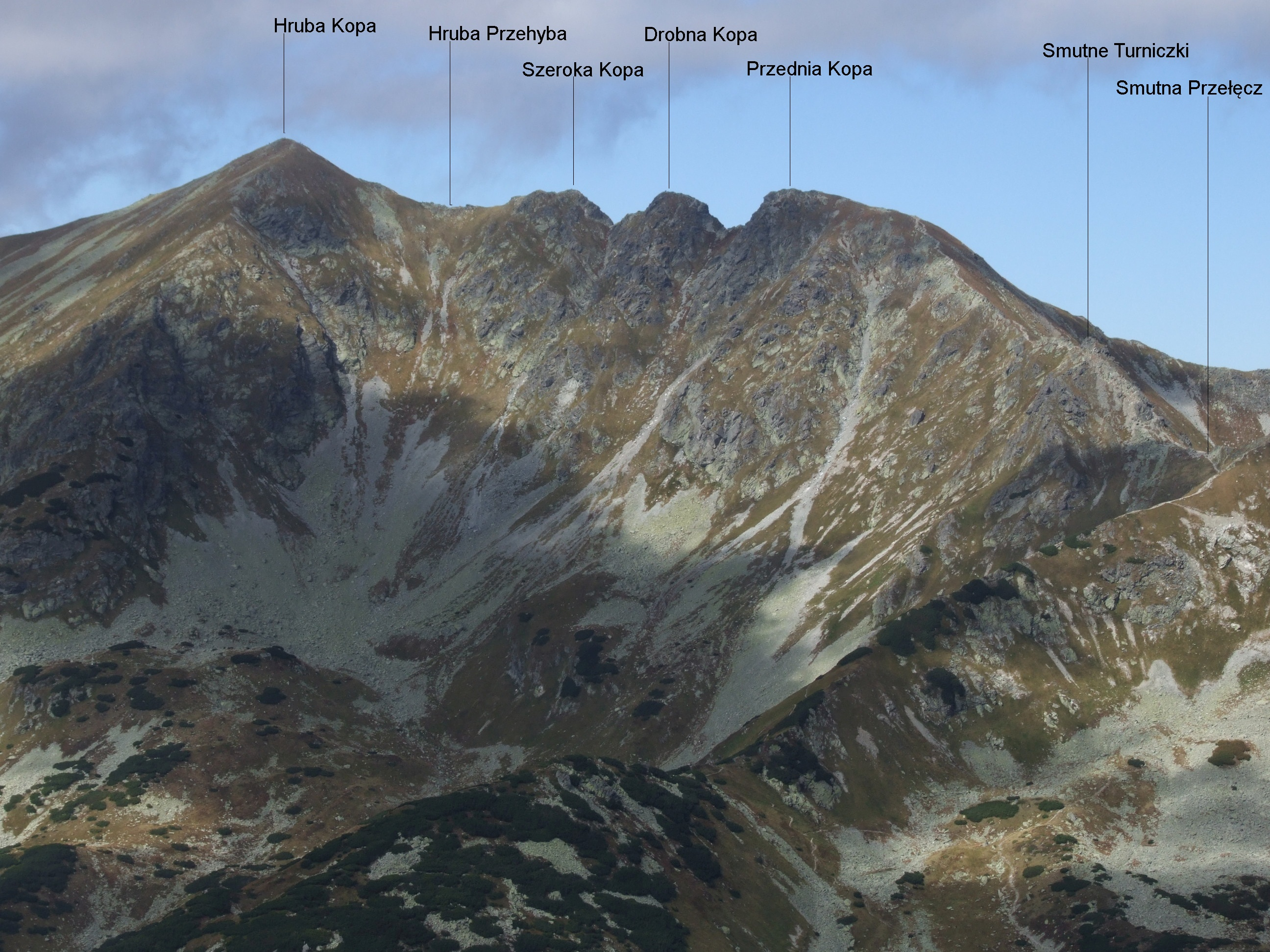
Widok z północnej grani Barańca

Również skaliste, ale mniej strome południowe stoki Drobnej Kopy opadają do kotła lodowcowego Wielkie Zawraty w górnej części Doliny Żarskiej. Granią Drobnej Kopy prowadzi szlak turystyczny, o którym Józef Nyka tak pisze: W urozmaiconej wspinaczce w 20 minut forsujemy nie bez emocji przepaściste granitowe baszty Drobnej kopy, a następnie Szerokiej Kopy (10 min) – przypominające fragmenty Orlej Perci i bardzo interesujące turystycznie. Szczególnej uwagi wymagają zejścia we wcięte na ok. 35 m szczerbiny (trudności umiarkowane, długie łańcuchy).

## Szlaki turystyczne
– czerwony, biegnący główną granią Tatr Zachodnich na odcinku od Smutnej Przełęczy do Banikowskiej Przełęczy przez Trzy Kopy, Hrubą Kopę i Banówkę. Czas przejścia fragmentu szlaku: 2 h, z powrotem tyle samo